# 赤水楼梯草
赤水楼梯草（学名：Elatostema strigulosum var. semitriplinerve）为荨麻科楼梯草属下的一个变种。

## 扩展阅读
- 維基物種上的相關：赤水楼梯草